# Horion-Hozémont
Horion-Hozémont is een deelgemeente van de Belgische gemeente Grâce-Hollogne. Horion-Hozémont ligt in de provincie Luik en was tot 1 januari 1977 een zelfstandige gemeente.
Onderdeel van de deelgemeente is het dorp Hozémont. Daarnaast zijn  er de buurtschappen Horion, Lexhy, Fontaine en Rouvroy.

## Geschiedenis
De voormalige gemeente Horion-Hozémont werd gevormd uit drie heerlijkheden: Horion et Pas-Saint-Martin, Hozémont en Lexhy. De buurtschap Rouveroy, in de 15e eeuw korte tijd een zelfstandige heerlijkheid, behoorde sindsdien bij Lexhy, dat onderdeel uitmaakte van het prinsbisdom Luik. De twee eerstgenoemde heerlijkheden maakten daarentegen deel uit van het abdijvorstendom Stavelot-Malmedy.

## Demografische ontwikkeling
- Bronnen:NIS, Opm:1831 tot en met 1970=volkstellingen, 1976= inwoneraantal op 31 december

## Bezienswaardigheden
De gemeente is gekend om haar drie kastelen. De parochiekerk bevindt zich te Hozémont.

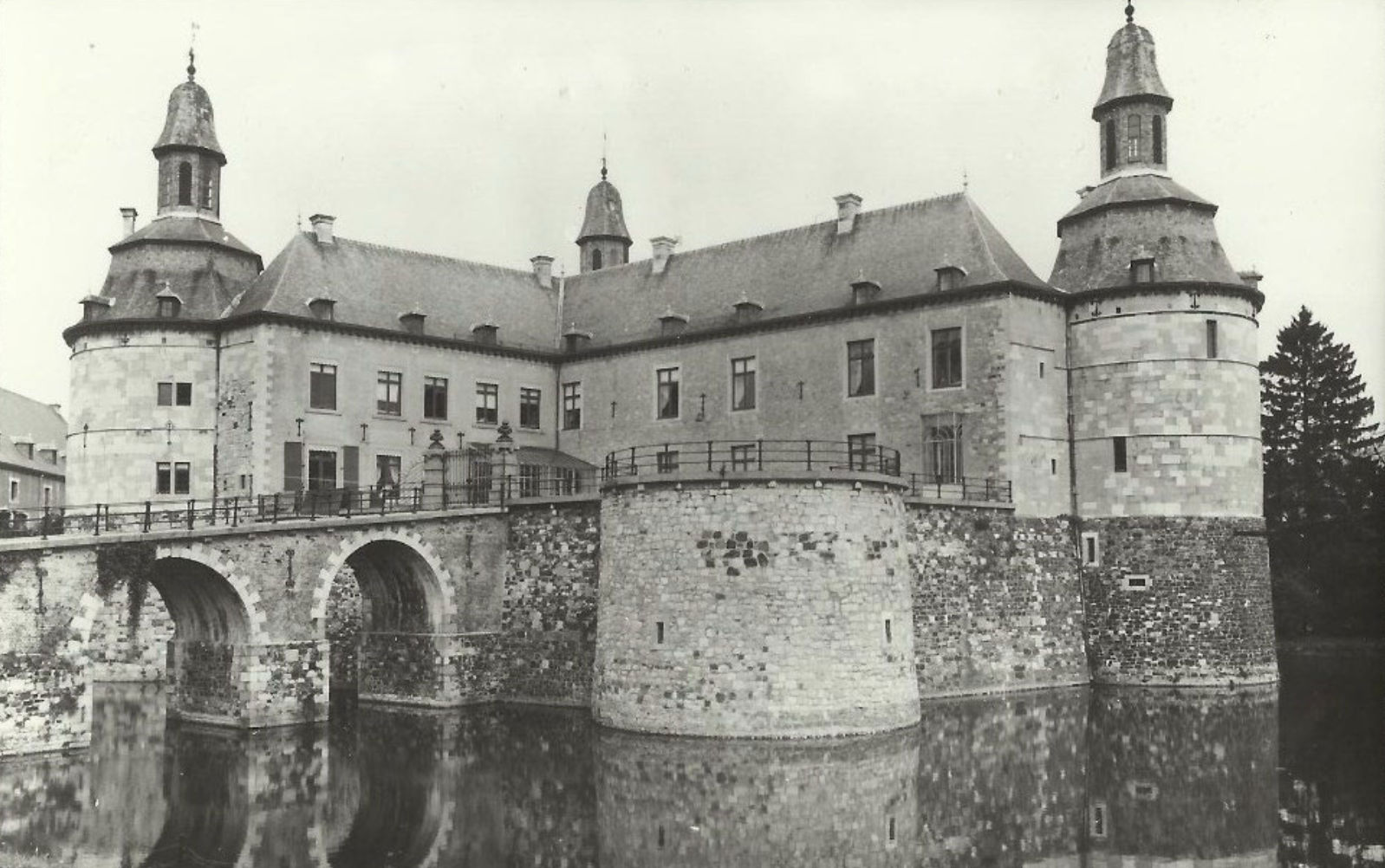
Kasteel van Horion
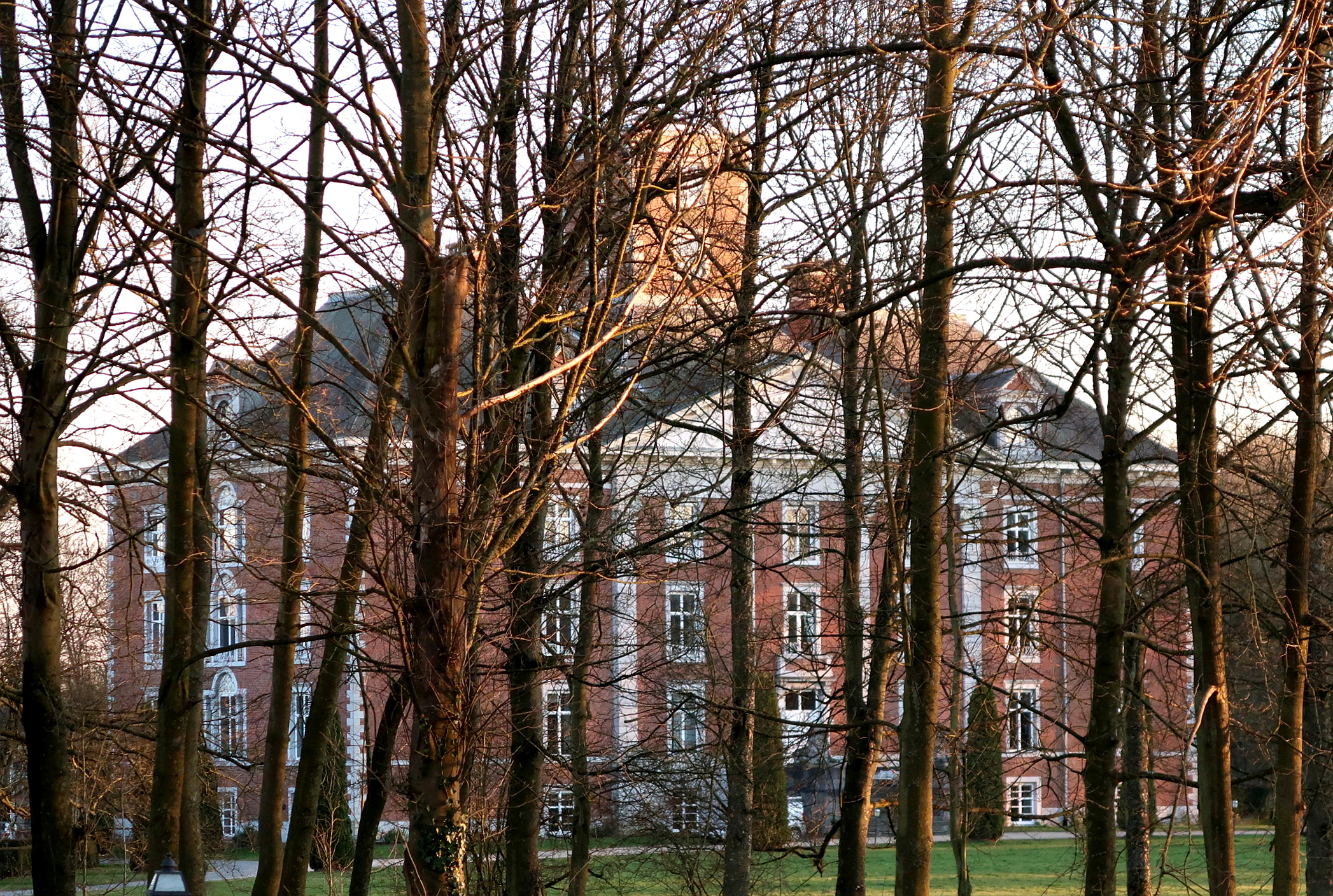
Kasteel van Lexhy
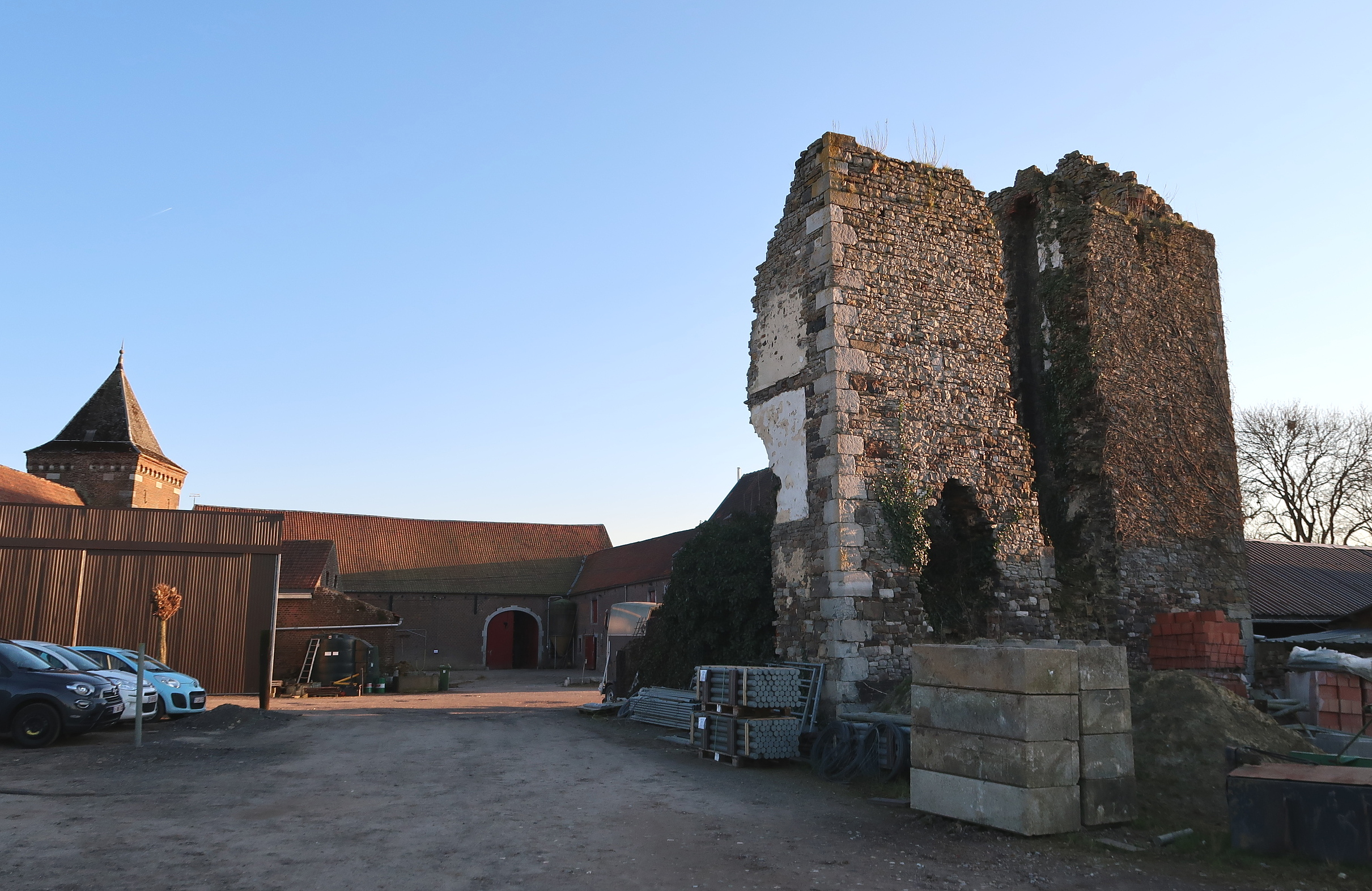
Hoeve en donjon van het vroegere Kasteel van Fontaine

## Natuur en landschap
Horion-Hozémont ligt op het Haspengouws Plateau op een hoogte van ongeveer 170 meter. In de omgeving van de kastelen is het bosrijk. De Ruisseau des Awirs loopt in het zuiden van de gemeente.